# Поверхня Діні

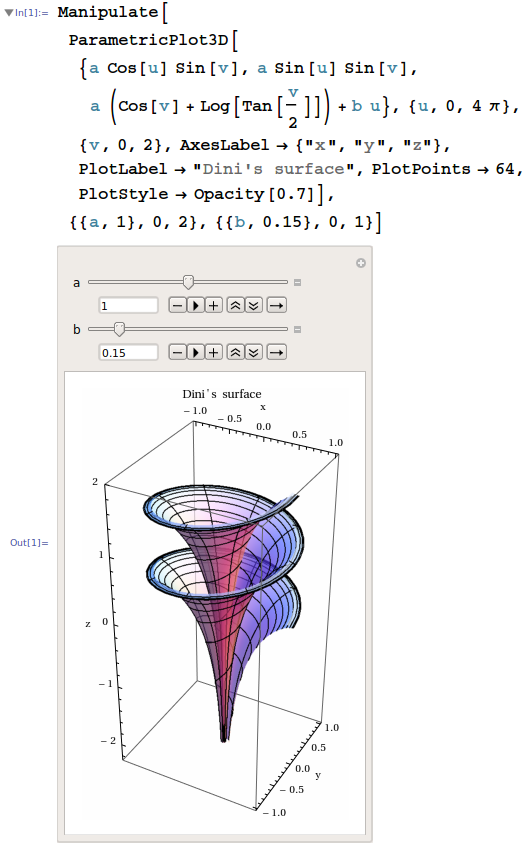
Поверхня Діні побудована з регульованими параметрами у програмі Mathematica

Поверхня Діні у геометрії — це поверхня з постійною від'ємною кривиною, яка можна утворити скручуванням псевдосфери.
Вона названа на честь Уліссе Діні та описується наступними параметричними рівняннями:
{\displaystyle \left\{{\begin{aligned}x&=a\cos u\sin v\\y&=a\sin u\sin v\\z&=a\left(\cos v+\ln \tan {\frac {v}{2}}\right)+bu\end{aligned}}\right.}

Поверхня Діні з 0 ≤ u ≤ 4π та 0.01 ≤ v ≤ 1 та константами a = 1.0 та b = 0.2.

Іншим описом поверхні є гелікоїд, побудований з трактриси.